# نیک هورن‌بای
جان «نیک» هورن‌بی (به انگلیسی: Nicholas Peter John "Nick" Hornby) (زاده ۱۷ آوریل ۱۹۵۷ در ردهیل، ساری، انگلستان) رمان‌نویس، مقاله‌نویس، ترانه‌سرا و فیلمنامه‌نویس اهل انگلیس است. او بیشتر برای دو رمان وفاداری بالا و درباره یک پسر شناخته شد. آثار هورن‌بی، بر موسیقی، ورزش، و ماهیت بی‌هدف شخصیت‌های اصلی او، متمرکز شده است. کتاب‌های هورن‌بی بیش از ۵ میلیون نسخه در سراسر جهان تا سال ۲۰۰۹ به فروش رسیده است.
آثار ترجمه شده به فارسی
درباره مارکوس     ترجمه گیتا گرکانی  نشر کتابسرای تندیس
جولیت    ترجمه سیروس قهرمانی نشر مروارید
وفادارانه  ترجمه فاطمه حسینی نشر میلکان
سراشیب طولانی  ترجمه فریما مؤیدطلوع  نشر نیلوفر
نشتی.  ترجمه علیرضا برازنده نژاد نشر هیرمند